# 대한민국 실업·대학 선발 축구 국가대표팀
대한민국 실업·대학 선발 축구 국가대표팀은 실업 (현재는 내셔널리그)과 대학 축구 리그에서 선발된 선수로 이루어진 대표팀으로 비중이 떨어지는 국제대회에 참가하였다.
실업 단독 그리고 대학 리그 단독으로 선수를 선발하여 대표팀을 구성하기도 하였다.
2020년 이후에는 주로 일본 대학 선발팀과의 정기전인 덴소컵 참가 위주로만 대학 선발팀이 소집되고 있으며, 실업 선발팀은 운영되고 있지 않다.

## 역사
현재까지 알려진 바로 대한민국 실업·대학 선발 축구 국가대표팀이 처음 국제대회에 참가한 것은 1979 인도 IFA 국제축구대회부터이다.

## 대회별 주요 성적
- 인도네시아 독립컵

● 준우승 (1): 1985
- IFA 실드

● 3위 (1): 1979
- 카이드 아잠 국제축구대회

● 3위 (1): 1986
- 킹스컵

● 3위 (1): 1993

## 역대 대표팀
- 아래 목록은 불완전한 목록이다

| 결단        | 해단        | 팀명                   | 감독   | 코치   | 선수 명단 | 주요 참가 대회                         | 성적     | 경기수 | 승 | 무 | 패 | 비고 |
| ----------- | ----------- | ---------------------- | ------ | ------ | --------- | -------------------------------------- | -------- | ------ | -- | -- | -- | ---- |
| 1979년 6월  | 1979년 7월  | 대학 선발팀            |        |        | 관련 기사 | 볼드클루벤 1903 친선경기               | 1–1 무   |        |    |    |    |      |
| 1979년 8월  | 1979년 9월  | 실업 선발팀            | 정왕교 | 이은경 | 관련 기사 | 1979 IFA 국제축구대회                  | 3위      |        |    |    |    |      |
| 1983년 8월  | 1983년 9월  | 실업 선발팀            | 박병주 | 김재한 | 관련 기사 | 1983 메르데카 국제축구대회             | 조별예선 |        |    |    |    |      |
| 1985년 7월  | 1985년 8월  | 실업·대학 선발팀       | 이순명 | 김기복 | 관련 기사 | 1985 인도네시아 독립기념 국제축구대회  | 준우승   |        |    |    |    |      |
| 1986년 4월  | 1986년 5월  | 실업 선발팀            | ?      | ?      | ?         | 1986 파키스탄 카이드 아잠 국제축구대회 | 3위      |        |    |    |    |      |
| 1987년 7월  | 1987년 8월  | 실업·대학 선발팀       | 김영배 | 이세연 | 관련 기사 | 1987 인도네시아 독립기념 국제축구대회  | 조별예선 |        |    |    |    |      |
| 1991년 12월 | 1992년 1월  | 실업 선발팀            | 최길수 | 조갑래 | 관련 기사 | 1992 킹스컵 국제축구대회               | 조별예선 |        |    |    |    |      |
| 1993년 1월  | 1993년 2월  | 실업 선발팀            | 신두순 | 신연호 | 관련 기사 | 1993 킹스컵 국제축구대회               | 3위      |        |    |    |    |      |
| 1994년 7월  | 1994년 8월  | 대학 선발팀            | 김희태 | ?      | ?         | 1994 인도네시아 독립기념 국제축구대회  | 4강      |        |    |    |    |      |
| 1994년 12월 | 1994년 12월 | 실업 선발팀            | ?      | ?      | ?         | 친선경기 (vs 오스트레일리아 U-23)      | N/A      |        |    |    |    |      |
| 1995년 1월  | 1995년 2월  | 실업 선발팀            | 채희영 | 조동현 | ?         | 1995 킹스컵 국제축구대회               | 조별예선 |        |    |    |    |      |
| 1997        |             | 대학 선발팀            |        |        |           | 1997 동아시아 경기대회                 |          |        |    |    |    |      |
| 2001        |             | 대학 선발팀            |        |        |           | 2001 동아시아 경기대회                 |          |        |    |    |    |      |
| 2005        |             | 대학 선발팀            |        |        |           | 2005 동아시아 경기대회                 |          |        |    |    |    |      |
| 2009        |             | 내셔널리그 U-23 선발팀 |        |        |           | 2009 동아시아 경기대회                 |          |        |    |    |    |      |
| 2013        |             | 내셔널리그 U-23 선발팀 |        |        |           | 2013 동아시아 경기대회                 |          |        |    |    |    |      |

## 같이 보기
- 대한민국 축구 국가대표 B팀
- 대한민국 축구 국가대표팀
- 킹스컵 국제축구대회
- 메르데카 국제축구대회
- 인도네시아 독립기념 국제축구대회
- 덴소컵